# Opio, Alpes-Maritimes

Opio este o comună în departamentul Alpes-Maritimes din sud-estul Franței. În 1 ianuarie 2022 avea o populație de 2.408 de locuitori.